# ジエゴ・マウリシオ・マシャド・ジ・ブリット
ジエゴ・マウリシオ（Diego Maurício）ことジエゴ・マウリシオ・マシャド・ジ・ブリット（ポルトガル語: Diego Maurício Machado de Brito、1991年6月25日 - ）は、ブラジルのサッカー選手。ポジションはFW。ドログビーニャ（Drogbinha、「小ドログバ」の意）とも呼ばれる。
Kリーグ時代の登録名はディエゴ（ハングル: 디에고）。

## クラブ歴
2010年にCRフラメンゴのトップチームに昇格し、5月23日に初出場。その体格と能力の高さから、ファンは彼の事をディディエ・ドログバに喩えてドログビーニャと呼び始めた。7月21日に初得点を記録。2011年5月にはシャフタール・ドネツクからの600万ユーロでの移籍のオファーがあったが、フラメンゴの会長であるパトリシア・アモリムがこれを認めなかった。
結局2012年8月14日にFCアラニア・ウラジカフカスに280万ユーロで売却。スポルチ・レシフェでのレンタル生活を経て2014年7月にポルトガルのヴィトーリアFCに加入した。
2015年にCAブラガンチーノに移籍。同年にサウジ・プロフェッショナルリーグのアル・カーディシーヤに期限付き移籍した。2016シーズン開始前にはタイ・プレミアリーグのラーチャブリーFCに加入したが、1ヶ月のトレーニングをしただけで退団した。結局同年は中国サッカー・スーパーリーグの石家荘永昌足球倶楽部に期限付き移籍した。2017年よりKリーグの江原FCに所属。

## タイトル

### クラブ
フラメンゴ
- タッサ・グアナバラ: 2011
- タッサ・リオ: 2011
- カンピオナート・カリオカ: 2011

### 代表
ブラジル U-20
- 南米ユース選手権: 2011